# چیشنگسک ماوه
چیشنگسک ماوه (به لهستانی:  Cieśnisk Mały) یک روستا در لهستان است که در گمینا یانوو (استان پودلاسکی) واقع شده‌است. چیشنگسک ماوه ۱۰۰ نفر جمعیت دارد.